# Riserva naturale provinciale Lago di Santa Luce
La Riserva naturale provinciale Lago di Santa Luce è un'area protetta di 278 ettari situata nel comune di Santa Luce, in provincia di Pisa. 
Per ogni informazione sulla Riserva Naturale: Guido Iacono - Ufficio Aree protette - Provincia di Pisa oppure  Gestione LIPU

## Territorio

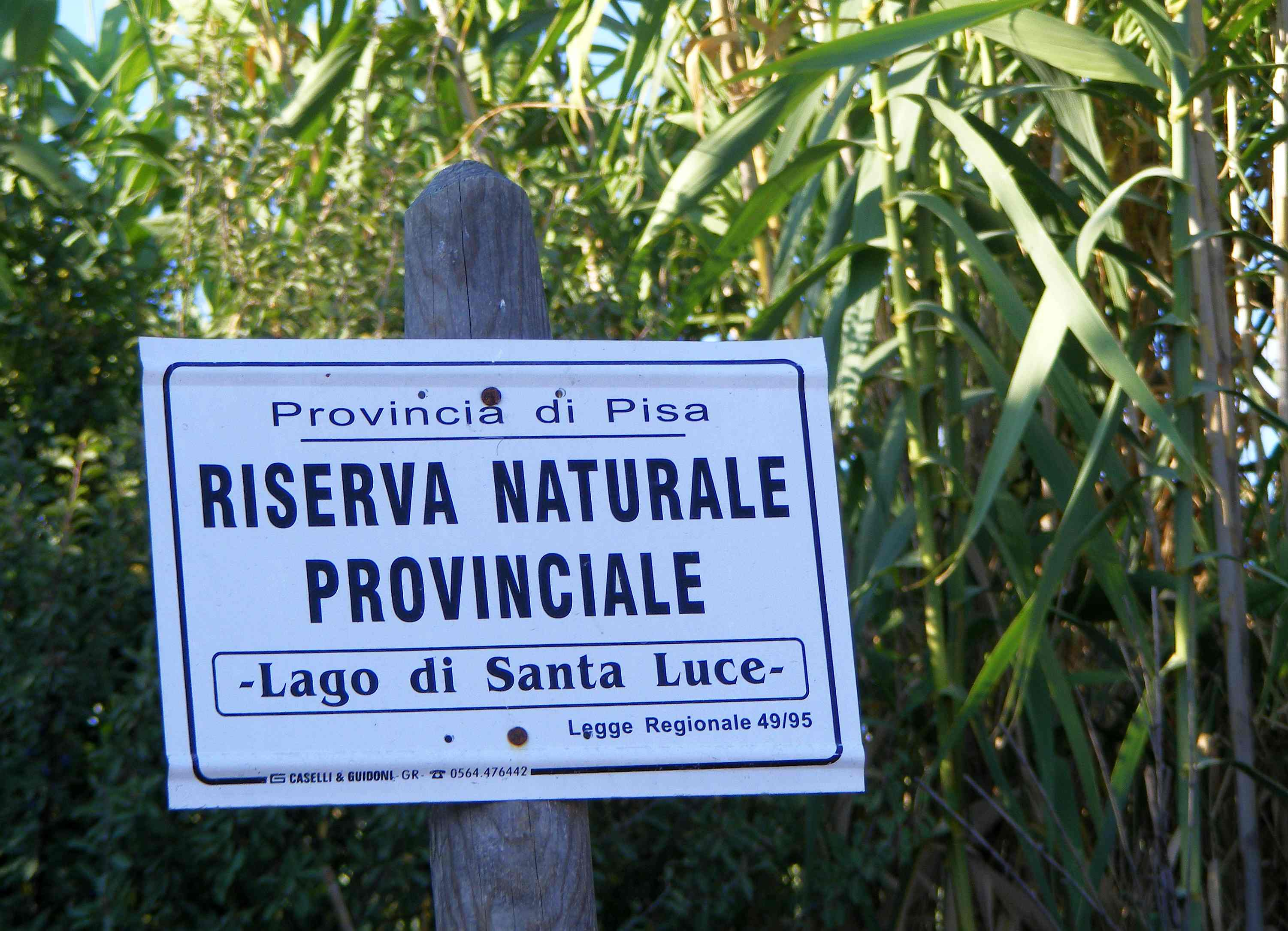
Cartello ai confini della riserva

L'area è situata a circa 6 km dal capoluogo comunale e comprende l'omonimo lago artificiale e una fascia di terreno agricolo circostante. È stata istituita nel 2000 su deliberazione del consiglio provinciale allo scopo di favorire la conservazione dell'avifauna, con particolare riguardo alle specie migratorie.
Dal 2009 l'area è stata designata come Sito di importanza comunitaria dalla Regione Toscana .

## Fauna
Nella riserva sono state censite oltre 150 specie tra le quali va segnalata la Moretta tabaccata, classificata come NT ("prossimo alla minaccia") nella lista rossa IUCN.